# Xã McCandless, Quận Allegheny, Pennsylvania
Xã McCandless (tiếng Anh: McCandless Township) là một xã thuộc quận Allegheny, tiểu bang Pennsylvania, Hoa Kỳ. Năm 2010, dân số của xã này là 28.457 người.